# Gorerotted
Gorerotted – brytyjska grupa wykonująca muzykę z pogranicza grindcore i death metalu. Powstała w 1997 roku. W 2008 roku z dorobkiem trzech albumów studyjnych formacja została rozwiązana. Tego samego roku członkowie ostatniego składu Gorerotted powołali zespół pod nazwą The Rotted.
Grupa Gorerotted w swej twórczości poruszała takie zagadnienia jak problemy społeczne, uzależnienia oraz przemoc. Muzyka formacji była inspirowana dokonaniami Carcass i Macabre.

## Dyskografia
Opracowano na podstawie materiału źródłowego.
Albumy studyjne
- Mutilated in Minutes (2000, Dead Again Records)
- Only Tools And Corpses (2003, Metal Blade Records)
- A New Dawn for the Dead (2005, Metal Blade Records)

Inne
- Her Gash I Did Slash (demo, 1998, wydanie własne)
- Promo 1999 (demo, 1999, wydanie własne)
- Split Your Guts Vol. 1 (2003, split z Gruesome Stuff Relish i Gronibard, Deepsend Records)